# 4920 Gromov
4920 Gromov eller 1978 PY2 är en asteroid i huvudbältet som upptäcktes den 8 augusti 1978 av den rysk-sovjetiske astronomen Nikolaj Tjernych vid Krims astrofysiska observatorium på Krim. Den har fått sitt namn efter den rysk-sovjetiske rekordpiloten Michail Gromov (1899–1985).
Den tillhör asteroidgruppen Henan.